# Thummalamenta
Thummalamenta es una ciudad censal situada en el distrito de Kurnool en el estado de Andhra Pradesh (India). Su población es de 12373 habitantes (2011). Se encuentra a 98 km de Kurnool.

## Demografía
Según el censo de 2011 la población de Thummalamenta era de 12373 habitantes, de los cuales 6300 eran hombres y 6073 eran mujeres. Thummalamenta tiene una tasa media de alfabetización del 61,33%, inferior a la media estatal del 67,02%: la alfabetización masculina es del 69,54%, y la alfabetización femenina del 52,96%.